# Parigi-Tours 2011
La Parigi-Tours 2011, centocinquesima edizione della corsa ciclistica e valevole come prova del circuito UCI Europe Tour 2011 categoria 1.HC, si svolse il 9 ottobre 2011, per un percorso totale di 230,5 km. Fu vinta dal belga Greg Van Avermaet, al traguardo con il tempo di 5h21'43" alla media di 42,9 km/h.
Al traguardo 89 ciclisti portarono a termine il percorso.

## Squadre e corridori partecipanti
| N.      | Cod. | Squadra                |
| ------- | ---- | ---------------------- |
| 1-8     | RAB  | Rabobank Cycling Team  |
| 11-18   | LAM  | Lampre-ISD             |
| 21-28   | RSH  | Team RadioShack        |
| 31-38   | THR  | HTC-Highroad           |
| 41-48   | LEO  | Team Leopard-Trek      |
| 51-58   | EUC  | Team Europcar          |
| 61-68   | VCD  | Vacansoleil-DCM        |
| 71-78   | FDJ  | FDJ                    |
| 81-88   | QST  | Quickstep Cycling Team |
| 91-98   | ALM  | AG2R La Mondiale       |
| 101-108 | OLO  | Omega Pharma-Lotto     |
| 111-118 | SKS  | Skil-Shimano           |
| 121-128 | GRM  | Team Garmin-Cervélo    |

| N.      | Cod. | Squadra                      |
| ------- | ---- | ---------------------------- |
| 131-138 | SBS  | Saxo Bank-Sungard            |
| 141-148 | COF  | Cofidis, le Crédit en Ligne  |
| 151-158 | SKY  | Sky Procycling               |
| 161-168 | BMC  | BMC Racing Team              |
| 171-178 | SAU  | Saur-Sojasun                 |
| 181-188 | TSV  | Topsport Vlaanderen-Mercator |
| 191-198 | EUS  | Euskaltel-Euskadi            |
| 201-208 | BSC  | Bretagne-Schuller            |
| 211-218 | LAN  | Landbouwkrediet              |
| 221-228 | TT1  | Team Type 1-Sanofi Aventis   |
| 231-238 | VWA  | Veranda's Willems-Accent     |
| 241-248 | AUB  | Big Mat-Auber 93             |

## Ordine d'arrivo (Top 10)
| Pos. | Corridore           | Squadra        | Tempo    |
| ---- | ------------------- | -------------- | -------- |
| 1    | Greg Van Avermaet   | BMC            | 5h21'43" |
| 2    | Marco Marcato       | Vacansoleil    | a 2"     |
| 3    | Kasper Klostergaard | Saxo Bank      | a 15"    |
| 4    | Ian Stannard        | Sky Procycling | s.t.     |
| 5    | László Bodrogi      | Type 1         | s.t.     |
| 6    | Mickaël Delage      | FDJ            | a 22"    |
| 7    | Geoffroy Lequatre   | RadioShack     | s.t.     |
| 8    | Stuart O'Grady      | Leopard-Trek   | s.t.     |
| 9    | Roy Curvers         | Skil-Shimano   | s.t.     |
| 10   | Arnaud Gérard       | FDJ            | a 26"    |